# Xian de Xiaochang
Le xian de Xiaochang (孝昌县 ; pinyin : Xiàochāng Xiàn) est un district administratif de la province du Hubei en Chine. Il est placé sous la juridiction de la ville-préfecture de Xiaogan.
Le sens de Xiaochang est qu'il y avait beaucoup de fils filiaux et les filles ont grandi dans cette région.

## Démographie
La population du district était de 628 316 habitants en 1999.